# Juliette Récamierová
Juliette Récamierová, plným jménem Jeanne Françoise Julie Adélaïde Récamier, také zvaná Madame Récamier, rozená Bernard, (4. prosince 1777 – 11. května 1849) byla významnou osobností literárního a politického života na začátku 19. století ve Francii. Známou se stala jako hostitelka pařížského salonu v L'Abbaye-aux-Bois.

## Život

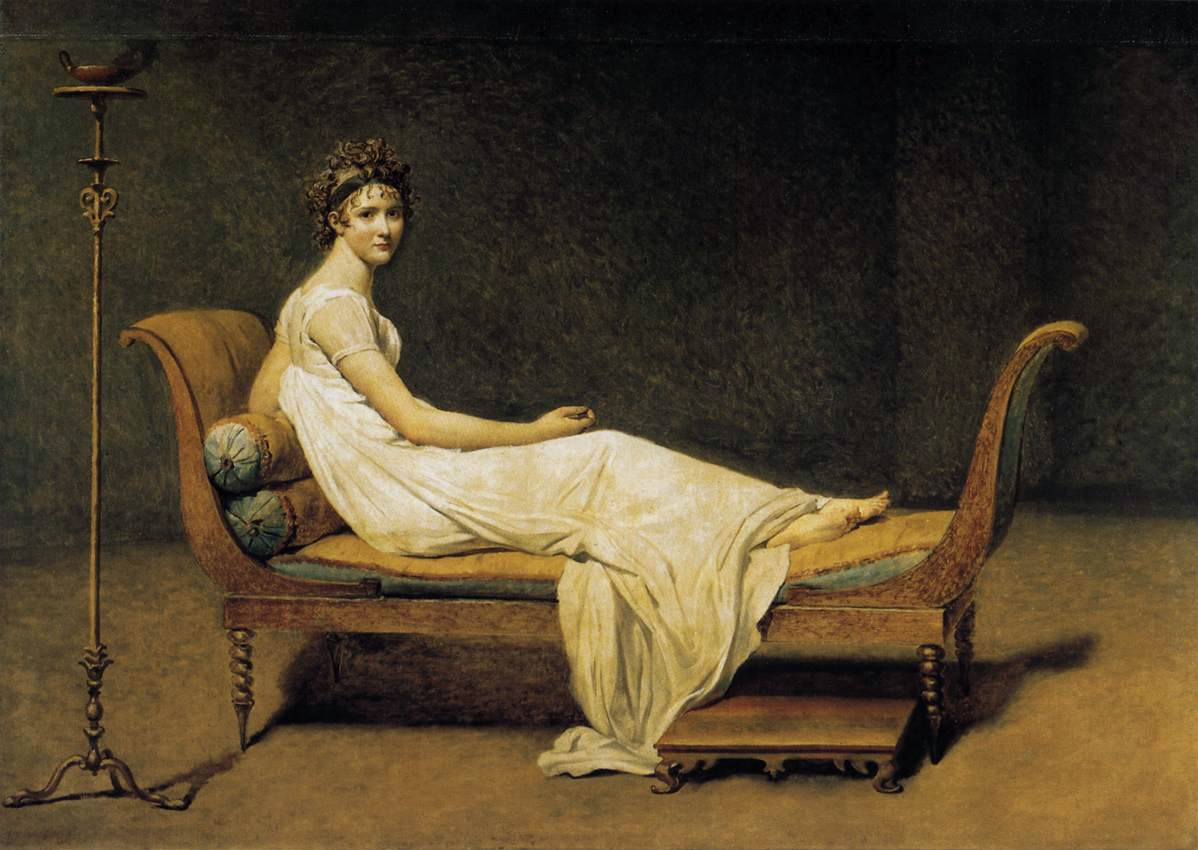
J-L-David, Portrét na denní pohovce, nazývané po ní Récamier

Julie Bernardová, narozená v Lyonu, se vdala ve svých 15 letech za podstatně staršího zámožného bankéře Jacquese Récamiera. Od roku 1798 provozovala dlouhá léta společenský salón zvaný L'Hotel Récamier, v domě, který manželé zakoupili v rue du Blanc a který adaptoval architekt Louis-Martin Berthault. Přijímací místnosti dala madame Récamier zařídit empírovým nábytkem v etruském a řeckém stylu Salón se stal důležitým místem setkávání vysoké pařížské společnosti, ale též střediskem intelektuální protinapoleonské opozice. Mezi pravidelné návštěvníky patřila Madame de Staël, se kterou Juliette Récamierová uzavřela důvěrné přátelství. Dále zde byli častými hosty např. Benjamin Constant, François-René de Chateaubriand (ten byl jejím milencem) a generálové Moreau a Bernadotte. Udržovala písemný kontakt s předními společenskými, politickými, vědeckými i vojenskými celebritami své doby. Napoleon Bonaparte věděl o jejích neplodných, avšak soustavných piklích, a vypověděl ji roku 1811 z Paříže. Poté žila v Lyonu, Římě a v Neapoli u rodiny neapolského krále Murata. Po Napoleonově pádu opět otevřela roku 1814 svůj salon v Paříži.
Ve své době byla Julie považována za jednu z nejkrásnějších žen a byla portrétována nejznámějšími umělci, mimo jiné ji namalovali či nakreslili vícekrát Francois Gérard, Jacques-Louis David nebo Jean-Honoré Fragonard, ze sochařů ji v mramoru vypodobnil například Jean-Antoine Houdon. Termínem récamiere byla po ní nazvána oblíbená empírová pohovka v řeckém stylu, na níž byla několikrát portrétována.
Zemřela v Paříži na choleru a je zde pochována na hřbitově Montmartre.